# WordStar
O WordStar é um processador de texto criado por Seymour I. Rubinstein e publicado pela MicroPro. Originalmente escrito para o sistema operacional CP/M, posteriormente portado para DOS. Chegou a ser vendido pelo valor de 495 dólares americanos. A primeira versão, lançada em 1978, em linguagem assembly em apenas quatro meses, um feito que foi estimado depois pela equipe da IBM como equivalente a 42 anos de trabalho de um programador normal.
O "WordStar" é programa relativamente simples de usar, com seus comandos acessados por teclas. Por exemplo, a combinação CTRL + K + B marcava um bloco de texto que podia ser copiado ou recortado. Hoje isso é feito rapidamente com o mouse e os comandos CRTL + C ou CTRL + X. Por se tratar de um software em inglês, as primeiras versões não tinham o reconhecimento de caracteres acentuados.